# کارکس سابنیگریکانس
کارکس سابنیگریکانس (نام علمی: Carex subnigricans) نام یک گونه از سرده جگن است.